# クロッシング・ウォー 決断の瞬間
『クロッシング・ウォー 決断の瞬間』（クロッシング・ウォー けつだんのとき）は、2014年のドイツのドラマ映画。フェオ・アラダク監督、脚本、製作。ロナルト・ツェアフェルト主演。
アフガニスタンに駐留するドイツ兵イェスパーと現地の通訳タリクの文化の違いがもたらす災難を乗り越える友情と、それと引き替えのヒンドゥークシュでの国際関与のリスクを描く。
ドイツ人俳優のロナルト・ツェアフェルト、ブルクハルト・クラウスナー、フェリックス・クラマー、アフガニスタン人俳優のムフスィン・アハマディ、サイダ・バルマキらが出演。2005年にフェオ・アラダクが設立したIndependent Artists Filmproduktionが製作。
ワードプレミアは2014年2月11日に第64回ベルリン国際映画祭コンペティション部門で行われ、2014年3月27日にドイツ国内で公開された。

## キャスト
- イェスパー: ロナルト・ツェアフェルト
- タリク: ムフスィン・アハマディ
- ナラ: サイダ・バルマキ
- ハルーン: アブドゥル・サラム・ユスフザイ
- ハール大佐: ブルクハルト・クラウスナー
- オリ: フェリックス・クラマー（ドイツ語版）
- テクル: ピット・ブコウスキー（ドイツ語版）
- ペツェ: トビアス・シェーネンベルク（ドイツ語版）
- セップ: ロマン・リエン（ドイツ語版）

## 製作
フェオ・アラダクはアフガニスタンから帰還したドイツ兵の新聞記事の写真を見てアフガニスタンに駐留するドイツ兵の映画を製作しようと思い立った。2002、3年頃のことである。
彼女はインディワイヤー誌のインタヴューにおいてこう語っている―「あまりに多く、あまりに無責任、無節操な"United We Stand"（団結しようの意。9.11を受け叫ばれた。）に寒気がしました。献身と勇気に対して少なすぎる尊敬は私の気分をいっそう悪くさせました。（中略）時間が観点を変え、トラウマを乗り越えさせたと思いました。それはコミュニケーション、アイデンティティーの選択による会話と感情移入のきっかけのため、物語を伝えるために重要でした。」
アラダクはドイツ陸軍とアフガニスタンについて多くの取材をした。取材期間中、三回アフガニスタンを訪れ、一回の訪問で二、三週間滞在した。ドイツ軍とともに生活し巡回にも同行した。地元アフガニスタン人ともふれあい、彼らの話を訊くこともあった。18歳のアフガニスタン人俳優ムフスィン・アハマディに似た青年に話を訊くと、彼は自分の正確な誕生日を知らず、高校在学中に父親が亡くなり、それ以来長男として一家の生計をたてつつ更なる教育を受ける機会を探ってきたという。彼はアフガニスタンで育った意味を身をもって知っていた。

## ロケーション撮影
本物の景観、キャスト、空気が必要とされた撮影はアフガニスタン北部、マザーリシャリーフとクンドゥーズの周辺から始まった。アラダク曰く、「ドイツ系トルコ人の「妄想モロッコ訛り」はいらなかった。」。
ドイツでの撮影は北ラインラント地方ヴェストファーレンとニーダーザクセン州で行われた。

## 評価
デボラ・ヤングはハリウッド・リポーター誌で「女性監督と撮影クルー（キャスリン・ビグローのゼロ・ダーク・サーティを想起させる）による北アフガニスタンでの筋肉質な映像のよさとリアリズムを味わうことができる。」、「アラダクは直接的で緊張感のある映像で母国に帰還するまでの兵士の日常生活を描いた。」と評した。
ガイ・ロッジはバラエティ誌で「主義主張に偏りがちな戦争映画を慎重に修正した。」、「映像の色調はもちろん,、古典的なメロドラマと現代の不屈の精神の融合はスサンネ・ビアの初期の作品を思い出させる。正しく評価されたなら彼女の英語の作品を確保しうるに十分だろう。」と評した。
フィオヌラ・ハリガンはスクリーン・インターナショナル誌で「きめ細やかなストーリー、スタイリッシュな映像は非常に良い模範」であり「引き寄せられた芸術志向の観客の関心はドイツ軍が駐留する戦闘地域の重圧に向けられる。」と評した。